# Vector W2
Vector W2 je plně funkční koncepční automobil zkonstruovaný výrobcem Vector Motors v roce 1978. Ve stejné podobě měl být vůz uveden do sériové výroby. Vůz pohání hliníkový twin-turbo motor Chevrolet V8 se vstřikováním paliva Bosch s objemem 5,7 litrů, který produkuje více než 600 koňských sil (450 kW) a více než 800 Nm točivého momentu. Udávaná maximální rychlost je 389 km/h.
Název vozu byl poskládán ze jména Jerryho Wiegerta, designéra a zakladatele společnosti Vector Motors, a z počtu turbodmychadel (2). Koncept několikrát změnil podobu včetně několika přelakování a byl postupně vylepšován. Vůz byl po několik let vystavován na mezinárodních autosalonech po celém světě, kde vždy vzbudil velký poprask a byl mu dopřáván prostor v různých světových automobilových magazínech. Koncept byl velmi dobře přijat i veřejností. Za jedenáct let koncepční vůz najel přes 160 000 kilometrů, což bylo více, než kdy jakýkoliv jiný koncept. Wiegert mezitím sháněl peníze potřebné k zahájení sériové výroby, k níž došlo v roce 1989 pod názvem Vector W8 s identickou podobou, jakou tehdy měl model W2.
Momentálně je koncept ve vlastnictví Wiegerta a rozebrán na součástky v sídle společnosti Vector Motors ve Wilmingtonu v Kalifornii.